# Зелена Діброва (Новгород-Сіверський район)
Зелена Діброва — селище в Україні, у Семенівській міській громаді Новгород-Сіверського району Чернігівської області. Населення становить 2 особи. До 2017 року орган місцевого самоврядування — Олександрівська сільська рада.

## Історія
14 липня 2017 року, в ході децентралізації, Олександрівська сільська рада об'єднана з Семенівською міською громадою.
12 червня 2020 року, відповідно до розпорядження Кабінету Міністрів України № 730-р «Про визначення адміністративних центрів та затвердження територій територіальних громад Чернігівської області», затверджені території  Семенівської міської громади.
19 липня 2020 року, в результаті адміністративно-територіальної реформи та ліквідації Семенівського району, селище увійшло до складу Новгород-Сіверського району.
05 червня 2025 року перейменовано в селище Зелена Діброва 